# رودريغو مايا
رودريغو مايا (بالبرتغالية: Rodrigo Maia‏) هو سياسي برازيلي، ولد في 12 يونيو 1970 في سانتياغو في تشيلي. حزبياً، نشط في Democratic Social Party ‏. انتخب النائب الاتحادي لريو دي جانيرو ‏ خلال فترته النيابية ‏ (1 فبراير 2019 – ) وانتخب عضو مجلس النواب البرازيلي ‏ خلال فترته النيابية ‏ وانتخب عضو مجلس النواب البرازيلي ‏ عن دائرة Rio de Janeiro ‏ وقد انضم خلال فترته النيابية ‏  للكتلة البرلمانية حزب الديمقراطيين ‏.

## وصلات خارجية
- الموقع الرسمي